# Zygmunt Wichary
Zygmunt Wichary (ur. 2 września 1928 w Hajdukach Wielkich, obecnie Chorzów-Batory, dzielnica Chorzowa, zm. 11 października 1966 w Opolu) – polski pianista, kompozytor, aranżer, lider orkiestr i zespołów rozrywkowych, dyrygent, akompaniator, popularyzator jazzu w Polsce.

## Życiorys

### Początki kariery i popularności
Ojciec Zygmunta, Ryszard Wichary, kierował górniczą orkiestrą dętą kopalni Kleofas w Załężu (obecnie dzielnica Katowic).
W młodości Zygmunt Wichary przebywał w obozie dla Ślązaków w Świętochłowicach-Zgodzie, dawnym podobozie KL Auschwitz. Czas ten na trwałe odcisnął się na jego zdrowiu. Zygmunt Wichary muzyczną karierę rozpoczął w latach 1947–1954, grając w różnych amatorskich zespołach. W 1954 utworzył swój własny Zespół Jazzowy Zygmunta Wicharego, grający w stylu dixieland (część muzyków brała udział w pierwszych krakowskich Zaduszkach Jazzowych, gdzie właśnie tak zagrali Melomani). Członkami tego pierwszego zespołu byli:
- Norbert Jarczok – klarnet, saksofon
- Rudolf Malcherowicz – trąbka
- Michał Niemira – perkusja
- Franciszek Okoń – gitara, kontrabas
- Roman Tesarczyk – puzon
- Zygmunt Wichary – fortepian, lider.

Śpiewającymi solistami zostali wkrótce Carmen Moreno i Janusz Gniatkowski.
Zespół zadebiutował w marcu 1955 przed publicznością Domu Kultury Metalowiec w Sosnowcu. Po kilku koncertach, zwłaszcza tych organizowanych przez wydawany w Katowicach Dziennik Zachodni, zespół był już na tyle znany na lokalnym rynku, że zainteresowała się nim agencja koncertowa Artos proponując stałą współpracę.
Wzorem innych znanych zespołów estradowych Wichary zaczął występować nie tylko w Katowicach i na Śląsku, ale również w innych rejonach Polski. Co pewien czas przygotowywano nowy program o atrakcyjnej nazwie i orkiestra ruszała w trasę.
W połowie lat 50. XX w. magnesem dla publiczności był jazz, więc pierwszy własny program Wichary zatytułował „Jazz gra”, a wśród jego wykonawców byli m.in. Zbigniew Kurtycz (zastąpił na ten okres Janusza Gniatkowskiego) i – prowadzący konferansjerkę – Leszek Szymocha. Modę na jazz (później rock and roll czy popularną piosenkę włoską) wykorzystywano dla reklamy zespołów. W lipcu 1957 zespół Wicharego brał udział w imprezach, które dla katowickiej Estrady przygotował Włodzimierz Patuszyński, organizując Kabaret Jazzowy Hot. W jego składzie znaleźli się: Carmen Moreno, René Glaneau i muzycy Wicharego. Programy „ABC Jazzu” i „Uff... jak gorąco!” były na tyle atrakcyjne, że cała ekipa wyjechała z „kabaretem” na koncerty do Związku Radzieckiego. Gdy jazz spowszedniał, a młoda widownia zainteresowała się rock and rollem Wichary zmienił muzykę zespołu i w takich późniejszych programach jak „Soliści mają głos”, „Stare i nowe” czy „Nie tylko w karnawale” bardziej eksponował mocne rytmy i występy piosenkarzy.
Popularność zespołów estradowych wykorzystywano na różnej rangi festiwalach i konkursach. Pod koniec 1955 Zespół Wicharego wziął udział w Turnieju jazzu (imprezie odbywającej się kolejno w Warszawie, Łodzi, Katowicach – wtedy jeszcze Stalinogrodzie i znów w Warszawie). Grali tam obok Melomanów, sestetu Kurylewicza i Orkiestry Jazzowej Józefa Mazurkiewicza.

### 1956
W styczniu 1956 w zespole znalazła się wokalistka Elisabeth Charles i gitarzysta Bronisław Gęsikowski.
W 1956 w składzie:
- Zygmunt Wichary – fortepian
- Bronisław Gęsikowski – gitara, kontrabas
- Norbert Jarczok – klarnet, saksofon tenorowy
- Konrad Jargoń – puzon
- Rudolf Malcherowicz – trąbka
- Michał Niemira – perkusja
- Franciszek Okoń – gitara, kontrabas
- Elisabeth Charles – śpiew

brali udział w Turnieju Zespołów Jazzowych we Wrocławiu, a w sierpniu w I Międzynarodowym Festiwalu Jazzowym w Sopocie, gdzie występ orkiestry został zarejestrowany. Nagrania wydano na 10-calowej płycie długogrającej L 0081 Festiwal Jazzowy Sopot '56 vol.1 Kronika dźwiękowa (PP Polskie Nagrania).
W 1956 orkiestra Wicharego brała też udział w koncertach amerykańskich muzyków z zespołu Everyman Opera Company, którzy w ramach swojego światowego tournée z operą Gershwina Porgy and Bess, występowali w Polsce – w Warszawie i Katowicach. Po katowickim przedstawieniu grali w Filharmonii Śląskiej razem z polskimi muzykami – m.in. właśnie z członkami orkiestry Wicharego. Przed końcem roku zespół Wicharego wyjechał na Węgry. W Budapeszcie dali 35 koncertów.

### 1957
W maju i czerwcu 1957 w Filharmonii Śląskiej zarejestrowano pierwsze studyjne nagrania Elizabeth Charles i Zespołu Dixielandowego Zygmunta Wicharego. Zostały one wydane na dwóch minialbumach, czyli EP przez Polskie Nagrania „Muza” N 0033 (tłoczona w Pionkach) i PN Muza N 0038 (split).
Zespół odbył kolejną trasę koncertową, tym razem po ZSRR. W tym czasie z Wicharym zaczęli grać: trębacz Piotr Kott, puzonista Tadeusz Franke i saksofonista tenorowy Jan Walasek. Następną zmianą było zastąpienie Michała Niemiry przez nowego perkusistę – Władysława Jagiełłę.

### 1958
W 1958 uczestniczyli w I Międzynarodowym Festiwalu Jazzowym w Budapeszcie, gdzie dali koncert na Népstadionie dla 60 tys. widzów i zdobyli I nagrodę. Po tym sukcesie nagrali płytę Tancdalok dla węgierskiej wytwórni płytowej Qualiton i pojechali na kolejne trasy po NRD, Czechosłowacji, Rumunii i Węgrzech. Pod koniec roku zespół Wicharego grał w Katowicach na swoim tysięcznym koncercie.
Przez rok, na przełomie 1959/1960 w orkiestrze Wicharego grali też muzycy z zespołu Modern Dixielanders. Byli to: grający na klarnecie Włodzimierz Kruszyński, basista Zdzisław Orłowski i – jako saksofonista – Zbigniew Namysłowski, który już w 1960 zakłada własny zespół (razem z nim grali tam właśnie byli Dixielandowcy: Kruszyński i Orłowski oraz inni muzycy Wicharego: trębacz Piotr Kott i perkusista Władysław Jagiełło).

### 1960
Rok 1960 przyniósł największe zmiany personalne w zespole. Ze starych instrumentalistów z Wicharym został tylko Piotr Kott. Pojawili się nowi muzycy: Bruno Buczek (puzon), Mirosław Wójcik (klarnet i saksofon tenorowy), Witold Anders (perkusja), którego po kilku miesiącach zastąpił Jerzy Kowalski (perkusja) i Jerzy Chromik (kontrabas). Do weteranki Elisabeth Charles dołączają nowi wokaliści: Bogusław Wyrobek (który znalazł się u Wicharego w styczniu 1960 po odgórnym zawieszeniu działalności Rhythm and Bluesa pod koniec 1959; z Wicharym śpiewał do czerwca 1962) oraz młodziutka Urszula Dudziak, jako rodzący się talent polskiej muzyki rozrywkowej. Po jakimś czasie Urszulę zastąpiła początkująca Rena Holm. Rok 1960 to także nowe płyty zespołu:
- nagrana 11–12 lipca 1960 – pierwsza w Polsce płyta rock and rollowa[5] – minialbum, albo inaczej „czwórka” N 0140 oraz
- nagrana w sierpniu (w ciągu dwóch nocy) w warszawskiej Filharmonii długogrająca, choć jeszcze 10-calowa, płyta Polskich Nagrań L 0318 Karnawał jazzowy z Wicharym[6]

### 1961
W 1961 po raz pierwszy pojawia się w zespole Katarzyna Bovery. W tym nowym składzie grali po Polsce programy
„Soliści mają głos”, „Nie tylko w karnawale” (którego premierowe przedstawienie odbyło się w kwietniu 1961 w sali Filharmonii Narodowej) oraz „Stare i nowe”. W 1961 wydano następną dużą płytę Wicharego: PN Muza Dixieland, Swing and Rock (L 0345). Wiosną 1961 przez kilka dni zespół Wicharego (bez wokalistów) nagrywał w sali Filharmonii Narodowej cztery utwory, które wydano razem z muzyką zarejestrowaną przez zespół Stanisława „Drążka” Kalwińskiego (grającego swing). Płyta wydana przez Polskie Nagrania „Muza” miała tytuł Dixieland and Modern Jazz (L 0361).
Kiedy po kolejnej trasie koncertowej po Węgrzech w czerwcu 1961, Elisabeth Charles zrezygnowała ze śpiewania w Polsce i powróciła do Szkocji, na jej miejsce Wichary angażował kolejno dwie Angielki: Jeanne Johnstone (odeszła w styczniu 1963) i Dinah Kaye (która przyjechała na festiwal sopocki w 1962), a potem Niemkę – Brigitte Petry.

### 1962–1963
Od 6 do 8 lipca 1962 Wichary ze swoją orkiestrą brał udział w I Międzynarodowym Festiwalu Piosenki w Sopocie akompaniując występującym tam artystom (na zmianę z Orkiestrą Filharmonii Bałtyckiej pod dyrekcją Adama Wiernika).
W lipcu 1963 Wichary przyjechał do Sopotu z programem „Rytmy z kapelusza”. Razem z liderem-pianistą występowali wtedy:
- Piotr Kott – trąbka
- Waldemar Hajer – klarnet, saksofon altowy, skrzypce
- Stanisław Sikora – puzon
- Werner Hadzik – kontrabas
- Zbigniew Ryfa – perkusja
- Tomasz Dziubiński – gitara.

Solistami byli wówczas Brigitte Petry, Wiesława „Sawa” Orlewicz i krewny Michaja Burano, mający dopiero 14 lat – Tari Karwaj.
W tym samym roku w zespole grali jeszcze: perkusista Witold Anders, basista Andrzej Szybowski i gitarzysta Karol Przeliorz. Jako solista zaczął też występować Węgier Tomi (Thomas) Hardy.

### 1964–1966
W 1964 – nowe zmiany. Przed wyjazdem do Finlandii z zespołu odchodzą Piotr Kott i Waldemar Hajer, przychodzą Manfred Niezgoda (trąbka) i Tadeusz Petrow (klarnet). W lutym 1965, kiedy grany był program „Non Stop z Zygmuntem Wicharym”, skład zespołu wyglądał następująco:
- Ryszard Gromek – perkusja
- Janusz Mańkowski – kontrabas
- Manfred Niezgoda – trąbka
- Tadeusz Petrow – klarnet, saksofon tenorowy
- Stanisław Sikora – puzon
- Zygmunt Wichary – fortepian

Wokaliści to: Anita Mrajska, Grażyna Czarnecka, Stan Cather, Ryszard Pisarski, Adam Adamski.
Nie jest prawdą, że okoliczności czy data śmierci Wicharego przez lata nie były ujawniane. O śmierci artysty oficjalnie pisała ówczesna prasa. Werfikację powielanej błędnie daty śmierci muzyka i przytaczanych przy tej okazji nieprawdziwych informacji przeprowadziła Anna Piontek w artykule poświęconym Zygmuntowi Wicharemu. Jak podają Anna Piontek i Dariusz Michalski – pod koniec 1966 zespół był w trakcie kolejnej trasy, tym razem po Opolszczyźnie. W listopadzie Wichary (drobnej postawy, schorowany i będący pod wpływem alkoholu) został pobity w oficerskim klubie garnizonowym w Opolu. W szpitalu, do którego go przewieziono, nie zdołano mu pomóc. Obrażenia jakich doznał (i dodatkowo ogólny zły stan zdrowia) spowodowały jego śmierć. Zmarł w wieku 38 lat.
10 października zagrał ostatni koncert w wojskowym kasynie w Opolu. Oficerowie świętowali nowe nominacje z okazji Dnia Wojska Polskiego. Świadków tamtych wydarzeń było niewielu, a i okoliczności nie sprzyjały zachowaniu w dokumentach prawdy. Życie artystów sceny muzycznej rządziło się swoimi prawami54, jednak w nocy po koncercie Wichary dotarł do hotelu w stanie, który wyraźnie wskazywał na pobicie. Jego żona (zaangażowana w działalność zespołu, wielokrotnie towarzysząca muzykom podczas koncertów) wezwała pogotowie, które przewiozło artystę do Szpitala im. Karola Miarki, gdzie po – zdawałoby się skutecznej – reanimacji zmarł rano, 11 października. Zbyt młodo, podobnie jak Krzysztof Komeda w wieku 38 lat. W urodziny żony. Sekcja zwłok wykazała rozległy zawał w połączeniu z niewydolnością nerki. Te trudne dla rodziny artysty wydarzenia obrosły niepotrzebnie w wiele niedomówień, pytań, a także zakłamań i wątków sensacyjnych.
Jak pisze Anna Piontek, jesienią 1966 roku zespół był przygotowany do nowej trasy. Opracowano program, który miał stać się konkurencją dla święcącego sukcesu big-beatu, który wypierał dixie. W ciągu ponad 10. lat działalności w grupie Wicharego pojawiało się wielu instrumentalistów, zmieniali się też soliści. Praca z Wicharym dawała możliwości dużych zarobków, ale nie każdy wytrzymywał narzucane przez lidera tempo. Krócej lub dłużej współpracowali z nim:
- trębacze: Piotr Kott i Paweł Manfred Niezgoda,
- klarneciści: Waldemar Hajer, Włodzimierz Kruszyński, Tadeusz Petrow, Zbigniew Wojciechowski i Mirosław Wójcik
- puzoniści: Bruno Buczek, Tadeusz Franke, Konrad Jargoń, Zbigniew Namysłowski, Stanisław Sikora
- saksofonista tenorowy: Jan Walasek,
- gitarzyści: Bronisław Gęsikowski i Karol Przeliosz
- kontrabasiści: Edward Chromik, Werner Hadzik, Janusz Kozłowski, Janusz Mańkowski, Zdzisław Orłowski, Andrzej Szybowski
- grający na perkusji: Witold Anders, Ryszard Gromek, Władysław Jagiełło, Jerzy Kowalski, Michał Niemira, Zbigniew Ryfa.

Wokalistkami u Zygmunta Wicharego były:Katarzyna Bovery, Elizabeth Charles, Grażyna Czarnecka, Urszula Dudziak, Rena Holm, Jeanne Johnstone, Dinah Kaye, Carmen Moreno, Anita Mrajska, Wiesława Orlewicz, Brigitte Petry, Elżbieta Żakowicz (w 1966).
Śpiewali też: Stan Cather, René Glaneau, Janusz Gniatkowski, Tomi Hardy, Tari Karwaj, Zbigniew Kurtycz, Ryszard Pisarski, Bogusław Wyrobek.
Od 1959 roku przez resztę życia mieszkał w rodzinnym Chorzowie. Został pochowany w Chorzowie na cmentarzu należącym dziś do prafaii pw. Ducha Świętego. 
W roku 2021 Anna Piontek realizowała w ramach stypendium Ministra Kultury, Dziedzictwa Narodowego i Sportu projekt mający na celu stworzenie bazy materiałów archiwalnych dotyczących twórczości Zygmunta Wicharego i jego zespołu.  

## Dyskografia (wybór)

### Single
- Polskie Nagrania 3232 (10-calowa, 78 obr./min) split – Elisabeth Charles i Zespół Dixielandowy Zygmunta Wicharego / Orkiestra Salonowa Stanisława Łódzkiego: Darktown Strutters’ Ball / Zawsze albo nigdy
- PN Muza SP 1 Bogusław Wyrobek i Zespół Jazzowy Zygmunta Wicharego: It’s Now or Never / Oh, Mambo (1961)
- PN Muza SP 11 Zespół Jazzowy Zygmunta Wicharego: Karolinka i Karlik / g-moll Dixieland
- PN Muza SP 52 Katarzyna Bovery i Zespół Jazzowy Zygmunta Wicharego: Patricia / Milord
- PN Pronit SP 54 split – Michaj Burano i Czerwono-Czarni (a), Bogusław Wyrobek i Zespół Jazzowy Zygmunta Wicharego (b): Sorrento / You Are My Destiny (1962)
- PN Muza SP 56 Jeanne Johnstone (a,b) i New Orleans Stompers (a) oraz Zespół Jazzowy Zygmunta Wicharego (b): You’d be so Nice to Come Home to / My Bonnie
- PN Muza SP 60 Zespół Jazzowy Zygmunta Wicharego: Miała baba koguta / Bez niespodzianek
- PN Pronit SP 62 Zespół Jazzowy Zygmunta Wicharego: Marsz turecki A-dur nr 12 / Oczy czarne
- PN Muza SP 63 Zespół Jazzowy Zygmunta Wicharego: Macky Messer / Some of These Days
- PN Muza SP 90 Zespół Instrumentalny Zygmunta Wicharego: Caravan / West and Blues
- PN Muza SP 105 split – Tadeusz Woźniakowski i Zespół Instrumentalny Tadeusza Suchockiego (a), Katarzyna Bovery i Zespół Zygmunta Wicharego (b): Giovane, Giovane, Giovane / Uno per tutte

### EP
- PN Pronit N 0033 Elisabeth Charles i Zespół Dixielandowy Zygmunta Wicharego: Piano-Blues; Sam’s Song / Blues in B; Seventeen (1957)
- PN Muza N 0038 split – Elisabeth Charles (a) i Zespół Dixielandowy Zygmunta Wicharego / Jerzy Herman i Sekcja Rytmiczna Allana Guzińskiego: Georgia; Słoneczny dzień / Tenderly; The Man I Love
- PN Pronit N 0138 split – Elisabeth Charles i Zespół Jazzowy Zygmunta Wicharego / Carmen Moreno i Zespół Jazzowy Jana Walaska: Georgia; Słoneczny dzień / St. Louis Blues; Triste Rapsodia
- PN Pronit N 0140 Diana: Bogusław Wyrobek i Zespół Jazzowy Zygmunta Wicharego (1960)
- PN Muza N 0161 split – Katarzyna Bovery i Zespół Jazzowy Zygmunta Wicharego / Jerzy Michotek i Zespół Instrumentalny Bogusława Klimczuka: Ave Maria no morro; Baciare / Libero; Ty jeszcze nie wiesz (1961)
- PN Pronit N 0162 Bogusław Wyrobek, Elisabeth Charles i Zespół Jazzowy Zygmunta Wicharego: First in Line; Dixieland Rock / Alexander’s Ragtime Band; Darktown Strutters’ Ball (1961)
- PN Pronit N 0179 split – Katarzyna Bovery i Zespół Jazzowy Zygmunta Wicharego / Orkiestra Taneczna PR p/d Edwarda Czernego: Miguel; Poquitito, poquitito / Żabia rodzinka; Z przytupem
- PN Muza N 0180 split – Katarzyna Bovery i Zespół Jazzowy Zygmunta Wicharego / Orkiestra Ryszarda Damrosza: Mexico; Les Gitans / Rubinowe tango; El pao
- PN Muza 0206 Twist Around the Clock: Bogusław Wyrobek i Zespół Jazzowy Zygmunta Wicharego (1962)
- PN Pronit N 0207 Jeannne Johnstone i Zespół Jazzowy Zygmunta Wicharego: Kiss of Fire; I Love You Baby / April in Paris; My Bonnie is Over the Ocean (1962)
- PN Pronit N 0212 split – Sopot 1962: Esther Reichstadt, Marion Rung i Orkiestra Adama Wiernika / Peter Macroy, Brigit Falk i Zespół Instrumentalny Zygmunta Wicharego (1962)
- PN Muza N 0213 split – Sopot 1962: Isabelle Aubret, Jeanne Yovanna i Orkiestra Adama Wiernika / V Marga i Zespół Instrumentalny Zygmunta Wicharego (1962)
- PN Muza N 0215 Zespół Jazzowy Zygmunta Wicharego: Bez niespodzianek; Swing z kapeluszem / Miała baba koguta; Avant de mourir
- PN Muza N 0225 Zespół Jazzowy Zygmunta Wicharego: Przybyli ułani; Pije Kuba do Jakuba / Góralu, czy ci nie żal; Trojak
- PN Pronit N 0263 Brigitte Petry i Zespół Instrumentalny Zygmunta Wicharego: I Saw Linda Yesterday; Chattanooga choo-choo/ Queen for Tonight; Shimmy Baby
- PN Pronit N 0265 Katarzyna Bovery, Zespół Instrumentalny Zygmunta Wicharego, Orkiestra Taneczna PR pd Edwarda Czernego: Uno per tutte; Era scritto nel cielo / Gdy radości tyle; Siedem dni
- Veriton 214 split – Elisabeth Charles i Zespół Dixielandowy Zygmunta Wicharego / Tadeusz Prejzner i Sekcja Rytmiczna Allana Guzińskiego: Piano Blues; Sam’s Song / Hootie’s Blues; The Fives Boogie
- GAD EP 001 Zygmunt Wichary, Talizman, śpiewa Elizabeth Charles, gra Zespół Jazzowy Zygmunta Wicharego (2018)

### LP 10-calowe
- 1956 Polskie Nagrania L 0081 Festiwal Jazzowy Sopot '56 vol.1 Kronika dźwiękowa Elisabeth Charles i Zespół Jazzowy Zygmunta Wicharego (inne wydania: PN Pronit)
- 1961 PN Muza L 0318 Karnawał jazzowy z Wicharym Elisabeth Charles i Zespół Jazzowy Zygmunta Wicharego
- 1961 PN Muza L 0345 Dixieland, Swing and Rock Bogusław Wyrobek, Elisabeth Charles i Zespół Jazzowy Zygmunta Wicharego
- 1961 PN Muza L 0359 Coctail Party (1) split Bożena Grabowska, Jerzy Michotek, Hanna Rek, Bogusław Wyrobek oraz Zespoły Józefa Mazurkiewicza, Bogusława Klimczuka i Zygmunta Wicharego
- 1961 PN Muza L 0361 Dixieland and Modern Jazz split Zespół Jazzowy Zygmunta Wicharego / Trio Stanisława „Drążka” Kalwińskiego
- 1961 PN Muza L 0363 Coctail Party (2) split Bogusław Wyrobek, Regina Bielska, Elisabeth Charles, Hanna Rek, Barbara Rylska, Rena Rolska, Andrzej Stockinger, Bożena Grabowska oraz Orkiestra Taneczna PR p/d Edwarda Czernego, Józefa Mazurkiewicza, Tadeusza Suchockiego i Zespół Instrumentalny Zygmunta Wicharego
- PN Pronit L 0364 split Ulubieni piosenkarze (6) Katarzyna Bovery, Jerzy Połomski oraz Zespół Jazzowy Zygmunta Wicharego, Zespół Instrumentalny Tadeusza Suchockiego i Orkiestra Ryszarda Damrosza
- 1961 PN Pronit L 0367 Summertime Elisabeth Charles, Bogusław Wyrobek i Zespół Jazzowy Zygmunta Wicharego
- 1962 PN Pronit L 0383 Coctail Party (4) split Katarzyna Bovery, Natasza Zylska, Rena Rolska, Irena Santor oraz Zespół Jazzowy Zygmunta Wicharego, Orkiestra Taneczna PR p/d Edwarda Czernego i Stefana Rachonia, Orkiestra Ryszarda Damrosza
- PN Muza L 0392 Rendez-vous z Katarzyną Bovery Katarzyna Bovery i Zespół Instrumentalny Zygmunta Wicharego

### CD Kompilacje
- PN Muza PNCD 1299 Zygmunt Wichary i jego soliści (2012)
- GAD CD 083 Zygmunt Wichary, Talizman (2018)